# Hydroporus compunctus
Hydroporus compunctus é uma espécie de escaravelho da família Dytiscidae.
É endémica de Espanha.